# メナッジョ
メナッジョ（伊: Menaggio）は、イタリア共和国ロンバルディア州コモ県にある、人口約3,100人の基礎自治体（コムーネ）。

## 地理

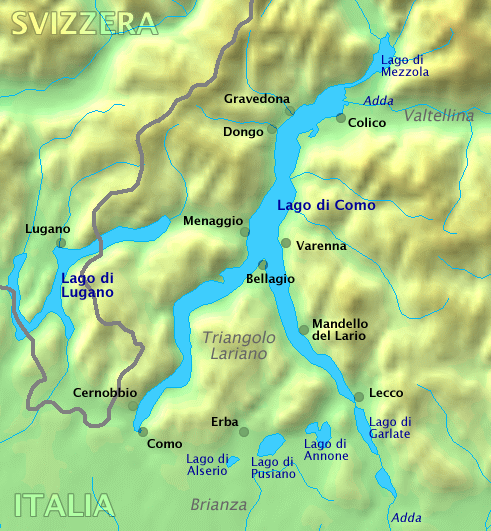
コモ湖周辺の地図

### 位置・広がり
コモ県北東部、コモ湖畔に所在するコムーネ。ヴァル・メナッジョに位置する。ベッラージョから北北西へ4km、県都コモから北北東へ26kmの距離にある。

#### 隣接コムーネ
隣接するコムーネは以下の通り。括弧内のLCはレッコ県所属を示す。
| - グランドラ・エドゥニーティ - グリアンテ - ペルレード (LC) - プレージオ - サン・シーロ - トレメッツィーナ - ヴァレンナ (LC) |

### 地震分類
イタリアの地震リスク階級 (it) では、4 に分類される
。

## 行政

### 山岳部共同体
広域行政組織である山岳部共同体「ヴァッリ・デル・ラーリオ・エ・デル・チェレージオ山岳部共同体」 (it:Comunità montana Valli del Lario e del Ceresio) （事務所所在地: グラヴェドーナ・エドゥニーティ）を構成するコムーネの一つである。

### 分離集落
メナッジョには、以下の分離集落（フラツィオーネ）がある。
- Castello, Croce, Fossato, Loveno, Nobiallo, Sonenga

## 姉妹都市
- Allevard、フランス
- カラピクイバ、ブラジル
- Wolpertswende、ドイツ